# Богосав Николић
Богосав Николић (1875−1944) из Лисица убраја се међу најзначајније драгачевске каменоресце свог доба. Споменике је израђивао по гробљима Доњег Драгачева, пожешког краја, љубићским и селима подно Јелице са моравске стране.

## Живот
Каменорезу се обучавао код познатих лисичких мајстора Љубисава Кукића и Филипа Домановића. Споменике је клесао од Мајског преврата до почетка Другог светског рата.
Учествовао је у балканском и Првом светском рату, када је заробљен и интерниран у Немачку.
У међуратном периоду био је један од виђенијих домаћина, чуваран и радан. Неколико пута биран је за сеоског одборника и кмета.
Због урока није желео да гробљашко камење доноси у сопствену авлију, па је споменике обрађивао искључиво по гробљима. Из истог разлога није правио ни надгробнике члановима своје фамилије.
Ученик, касније и дугогодишњи ортак, био му је каменорезац Тихомир Петронијевић Мандрк.
Сахрањен је у родном селу. Тихомир Петронијевић на споменик му је уклесао:
БОГОСАВ Р. НИКОЛИЋ
словорезац надгробниг споменика
као ратоборац од 1912 до 1918 г.
а по рату одборник и кмет
овог села Лисица
као и члан лисичко-крстачке
задруге земљорадничке.
(даље опузло)

## Дело

### Типологија споменика
За израду споменика користио је пуховски пешчар. У првим деценијама рада израђивао је четворостране стубове са покривком. Око 1925. године почео је да израђује пљоснате тесанике (понекад усађене у масивна постоља) надвишене просеченим крстом, равне или тролисне форме. На вршни крак крста постављена је велика плочаста „капа” која споменик штити од [падавине|атмосфералија]. По форми, конструкцији и архитектонском украсу, ови споменици су веома сродни онима кабларске стилске групе.
Војницима изгинулим у Првом светском рату израђивао је обелиске наткривене лучном надстрешицом од плеха.

### Орнаментика и религиозни симболи
Радове Богосава Николића одликују композициони склад и врхунска израда. Надгробници су богато декорисани - на неком има и по 400 украса. Површина камена прекривена је мноштвом ликовних приказа:
(...) ситних цветова, листова, рашљика и украсних елемената - много више него на каменорезима ма ког другог клесара. И по четрдесет разноврсних цветова и чак преко триста разнообличних листова и листића. Ако се томе придруже витице, полулистови и рашљике на њима, као и крстови, голубови и гроздови и неорнаментални мотиви (ствари, алатке, гостински сто са посудама за послужење, пушке, ордење, кандило, чирак, анђео, људска фигура). (...) Па ипак, сва та пренатрпаност и шаренило не остављају утисак ни сувишности ни неукусности.
Од богослужбених предмета фино је приказивао кадионице које висе о три издужена ланца, са којих се често одваја по чирак-држач са свећом.
Симболичан приказ „гостинског стола” Богосав Николић преузео је од островичких мајстора и први га пренео на драгачевска гробља. Винова лоза је му је вешто стилизована, а голубови лако препознатљиви, понеки у лету, залепршаних крила.

### Полихромија
Споменике је бојио јарким бојама, чиме је постизао изразиту декоративност. Овом утиску доприноси и наизменична обојеност речи у натписима.
Преовлађују плави, голубији, љубичасти, шептели и цигласти тонови. Плавој и цигластој додавао је белу па се стварао прелив отворено небеског и ружичастог, меког, светлог, веселог, пролећног шаренила.

### Фигуралне представе
Мушке фигуре су укрућеног стаса, достојанствене, дугуљасте главе и шпицасте браде, са веома малим устима, тек прорезаним танком цртом. Нос и обрве изведени су „из једног потеза”. На лицу се једино издвајају крупне, упечатљиво стилизоване очи.
Одећа је једноставна - дубока разведена шајкача, антерија, раскопчан прслук извезен гајтаном, џепић из кога вири ланац од сата.

### Прикази предмета и алата
Богосав Николић нарочито је волео да приказује алате и предмете - симболе занимања или друштвеног статуса. Занатлијама је на споменике урезивао алат; ратницима пушке, муницију и војничке медаље; а домаћинима штапове, табакере, чутуре и литрењаке, џепне сатове, ножеве и бритве; а женама прибор за предење и плетење.

### Рукопис
Епитафе је исписивао ситнијим и плићим словима, неправилним, али „живљим”. Између речи стављао је тачку на средини, понегде и две.

### Потпис
Најчешће се потписивао писаним словима непосредно испод споменичке „капе”, користећи четкицу и црну боју:
Писа Богосав Николић из Лисица, чикириз.

## Епитафи
Натписи су му прилично опширни, са описом карактерних црта покојника:
(...) добар друг и радник, дичан и добар младић. Помрли сељаци су оређивани по дичности, радљивости, часности, поштењу, храбрости. Дични су Срби и младићи, радне - кућне старешине, часни и поштени - домаћини, храбри - ратоборци балканских и Првог светског рата. Посебно су истицани поштени и радни људи. За прве је казивано: „Бивши честити домаћин”, „частан грађанин”, „часно и поштено поживи” и „у части и важењу поживијо”. За друге: „Добар трудијоц и радник”, „бивши добар трудијоц и радник”. Жене је награђивао раденичким и кућаничким врлинама. Вредна жена је умрла „као одлична радница и домаћица.
Епитафе је често отпочињао стихованим песничким уводима надахнутим стиховима Љубисава Кукића:
Тек што познах овог света,
одузе ме смрт проклета.
Покоси ме смртна коса,
не пожали што сам роса.
Фамилијо мила, не прољевај сузе,
ангел ме Божи на небо узе.
Приђи ближе, ој Србине брате,
нигда нисам ја мрзијо на те,
те ти види ко овде почива,
кога ова ладна земља скрива:
дична Срба а и добра друга
и радника међу комшијама.
Споменик Божидару Пантелићу (†1914) (Дучаловићи, Подовчарско гробље)
За слободу браће своје
под туђином која цвили
и ја дадок млађан живот
на Смедереву роде мили
БОЖИДАР ПАНТЕЛИЋ
из Дучаловића
Бивши војник III-ег позива 10 пука
Који поживи 38 год.
који се јуначки боријо
за своју отаџбину
са Аустрин. војском.
Погибе 14 Новембра 1914 год.
Бог да прости храброг ратоборца.
А мили отац мој
оде на бојно поље
те ми тело догна
и сахрани овде
у породично гробље.
Овај споменик подиже му
отац Матија
и брат Новак
мајка Стамена
супруга Рајка.
Писа Богосав Николић из Лисица.
Споменик Алемпијевићима: Лазару (†191?) и Борисаву (†1916) (Лучани (село))
Еј путниче намерниче:
стани. овде. дужност зове:
да прочиташ речи ове:
на бојишту он је пао:
и за Српство живот дао:
гонила га жеља мила:
да постигне милос своју:
и погибе у том боју:
Храб. Ратник
ЛАЗАР АЛЕМПИЈЕВИЋ:
из Лучана:
Бивши наредник I чете:
Од истока страна ова:
показује два брата моја:
Два храбра ратника
који смо се јуначки борили:
на бојишту живот оставили:
бранећи своју отаџбину:
БОРИСАВ АЛЕНПИЈЕВИЋ.
из Лучана.
војник I поз. провијант. колоне III див:
који поживи 42. год.
Умре 28. авг. 1916.г. у Солуну:
У болници: бр. 7 (...)
Овај споменик подигоше:
својим очевима и стрицу
Леко: Ђорђе:
Љубинко и Ратко Алинпијевић:
из Лучана:
Писа: Богосав Николић:
из Лисица. чикириз:

## Списак споменика
- Споменик Божидару Пантелићу (†1914) (Дучаловићи, Подовчарско гробље)
- Споменик Војиславу Пантелићу из Дљина (†1915) (Дљин)
- Споменик Алемпијевићима: Лазару (†191?) и Борисаву (†1916) (Лучани (село))
- Споменик Матији Матичевићу (†1917) (Горобиље)
- Споменик Стани, кћери Лексе и Јеврема Јањушевића (†1922) (Сирогојно)
- Споменик Милутину Маринковићу (†1923) (Дљин)
- Споменик Милутину Пантелићу (†1924) (Дљин)
- Споменик Радивоју Чебићу (†1926) (Дљин)
- Споменик Милки Николић (†1934) (Дљин)
- Споменик Рајки Маринковић (†1935) (Дљин)
- Споменик Милутину В. Ђоковићу-Чворовићу (†1938) ( Доња Краварица, Старчевачко гробље)
- Споменик Војину Пантелићу (†19??) (Дљин)
- Споменик Милисаву Кукићу (†19??) (Лисице)
- Споменик Јулки, супрузи Рајка ... (†19??) (Горобиље)
- Споменик Ани Ћебић (†19??) (Дљин)[2][3][4]